# IP-kamera
Az IP-kamera egy olyan digitális kamera, amely az internetprotokollt (IP) használja adatátvitelre, és így egy IP-hálózatra kapcsolódva kommunikál a külvilággal, szemben a hagyományos biztonsági (CCTV) kamerákkal, melyek analóg jeleket továbbítanak (jellemzően koaxiális kábelen), és szemben a webkamerákkal, melyek bár digitális eszközök, de adataikat csak egy működő számítógépre képesek továbbítani, annak USB-portjára csatlakozva.

## Története
Az első IP-kamerát az Axis Communications svéd, biztonságtechnikával foglalkozó vállalat dobta piacra 1996-ban Axis Neteye 200 néven, mely még egyedi fejlesztésű webszervert futtatott. A cég 1999-től állt át az azóta már standardnak mondható, Linux alapú webszerver használatára.
Az első olyan kamerát, melybe fejlett, úgynevezett "fedélzeti" intelligenciát integráltak, a magyar Intellio Technologies dobta piacra 2005-ben.

## Általános tulajdonságok
1. hagyományos számítógép-hálózati kábel vagy vezeték nélküli WiFi segítségével csatlakozik a számítógép-hálózatra
2. a hálózaton saját IP-címe van
3. egy beépített webkiszolgálót futtat
4. egy vagy több porton figyel a bejövő kérésekre

## Felbontás
Az IP-kamerák felbontása 640 x 480 képponttól (VGA felbontás) indul, elméleti maximuma nincs. 2015-ben a legnépszerűbb felbontások az 1.0, 1.3 és 2.0 megapixel, de 5 megapixeles modellek is elérhetők.

## Videotömörítés
Az olcsóbb, VGA felbontású modellek jellemzően MJPEG tömörítést használnak, mely gyakorlatilag az egyes képkockák jpg formátumú folyama.
A VGA feletti felbontású modellek általában már H.264-et használnak, így jobban optimalizálva a hálózati terhelést és a tárhelyigényt is Archiválva 2015. július 16-i dátummal a Wayback Machine-ben.

## Okosfunkciók
Mivel az IP-kamerák teljes értékű hálózati eszközök, így a hagyományos kamerákkal szemben nem csak a felvett videofolyamukat képesek továbbítani, hanem a hálózatot használva más „okos" funkciók megvalósítására is képesek lehetnek. Ilyen jellemző funkciók:
1. e-mail-küldés bizonyos esemény (jellemzően mozgás érzékelése) esetén, melybe a jelenet képe csatolásra kerül
2. hasonlóan a jelenet FTP-szerverre továbbítása
3. rögzítés memóriakártyára
4. motoros forgathatóság egyszerű vezérlése
5. egyszerű kétirányú hangátvitel

A legújabb modellek már analitikai funkciókkal is rendelkeznek. Ilyenek például:
1. Vonalátlépés észlelése (számlálás)
2. Objektum detektálás - elvitt vagy otthagyott tárgyak észlelése
3. Arcfelismerés, rendszám felismerés
4. Automatikus video tracking, azaz egy adott személy vagy tárgy automatikus követése a kamerák segítségével[1]

## Rögzítés
Az IP-kamerák képének rögzítése történhet:
1. egy PC-re, egy azon futó kliensszoftver segítségével
2. memóriakártyát támogató modellek esetében memóriakártyára
3. hálózati videorögzítőre (NVR – Network Video Recorder), mely egy videomagnószerű, erre a célra dedikált eszköz, ami merevlemezre menti a videofolyamot.
4. felhő alapú szolgáltatások tárhelyére
5. NAS szerverekre